# Stjepan II. Babonić
Stjepan II. Babonić († sredina 13. stoljeća), slavonski velikaš, knez Vodički i primorski ban (1243. – 1249.) iz velikaške obitelji Babonića.
Zajedno s bratom Babonegom II. († poslije 1269.) sudjelovao 1217. godine u križarskoj vojnoj kralja Andrije II. (1205. – 1235.). Godine 1241. braća Baboneg II. i Stjepan II. bili su pohvaljeni od strane kralja Bele IV. (1235. – 1270.) za vojne zasluge i oslobođeni plaćanja kunovine i upletanja bana čitave Slavonije u upravljanje njihovim posjedima. Dvije godine kasnije, Stjepan II. je imenovan primorskim banom što je pridonijelo daljnjem jačanju obitelji Babonić.